# Едвард Мунк
Едвард Мунк (норв. Edvard Munch; Лотен, 12. децембар 1863 — Екели, 23. јануар 1944) био је норвешки уметник. Мунк је типичан представник експресионизма у сликарству.
Мунк се служи линијама које се издужују и повијају, као и тоновима боја које делују меланхолично. Такву атмосферу створио је на сликама „Крик“, „Тескоба“, „На мосту“. Прославио се у Немачкој у 20. веку, те на тамошње сликаре експресионисте извршио знатан утицај.
Приликом сликања слике „Крик“ био је инспирисан црвеним небом од ерупције вулкана Кракатау у Индонезији 1883. на другом крају света.
Средином децембра 2006. године стручна комисија је званично објавила да је Мунково најпознатије дело „Крик“, неповратно оштећено док се налазило у поседу крадљиваца који су га предуго изложили штетном дејству влаге.

## Биографија
Његови родитељи, Кристијан Мунк и Лаура Катарина Бјолстад, пореклом су из Лотена, али када је Едвард имао само једну годину, 1864. године, његова мајка је оболела од туберкулозе и због тога се селе у Осло. Врло га је потресло када је са пет година остао без мајке, а још дубље је на њега утицала смрт старије четрнаестогодишње сестре Јоане Софи 1877. године. Њена смрт га је подстакла да створи нека од његових најпознатијих слика и графика, попут Болесног детета (1885/86).
Едвард Мунк је такође био крхког здравља, често болестан, изолован и усамљен као дете. Растао је у сиромаштву, окружен бедом и друштвеним проблемима. Израстао је у вечито неспокојног, помало морбидног песимисту. Плашила га је самоћа људског бића, подједнако у гужви велеграда као и пред узнемирујућом величином природе. Живео је под стално потиснутим осећањем панике и страха од болести и смрти.
Био је у вези са удатом женом. Дане је проводио у коцкарницама, расипништву, а касније није имао за основне потребе. Подлегао је разним пороцима, међу осталом и алкохолизму. Био је окружен опсесијама, болешћу, љубомором, паранојом и многим другим проблемима. Претрпео је здравствене проблеме са очима, који су у једном период његовог живота условили и појаву слепила. Такође је дочекао и смрт оца на чију сахрану није отишао. Све су то били само неки од фактора на путу ка дубоком стању депресије и меланхолије.

## Сликарство
Сва расположења Мунк преноси на платно, служећи се линијама које се издужују и повијају, као и тоновима боја које делују меланхолично. Почео је да слика са дванаест година. Први радови су били под утицајем импресионизма, ентеријери његове собе, а касније формира свој лични стил, при чему ставља акценат на људске емоције. Сестрина смрт је на њега снажно утицала јер је био близак са њом. Већину времена је проводио у кући, што се одразило на његову уметност, јер су управо мотиви смрти, болести, унутрашњости дома и погледи са прозора, чести на његовим сликама.
Године 1880, уписао је студије Техничког факултета у Ослу, али већ следеће године то напушта и посвећује се сликарству. Догодине почиње да учи сликарство, 1881. године на Краљевској школи за дизајн. Међутим, тамо много импровизује и долази у сукоб са својим професорима, па и ту школу напушта о кратко време. Прикључује се групи самосталних сликара чији је циљ био продирање у најскривеније и најдубље делове психе. Почиње да прави мање изложбе, али није био посебно запажен. У Берлину 1892. године је имао своју прву велику изложбу у иностранству и, уједно, први велики скандал. И та изложба била је, заправо, прекретница у његовом животу. Изложба је проглашена „увредом уметности“, новине су биле пуне негативних критика, али све је то, у ствари, допринело његовој промоцији.
Едвард Мунк је често варирао исту тему у различитим ликовним техникама, од цртежа и гваша, преко различитих графичких техника до уља на платну. У познијим годинама Едвард Мунк је био више везан за Норвешку и мање заинтересован за изложбе ван скандинавских земаља. За време окупације у Другом светском рату била му је понуђена сарадња, али је одбио да буде члан уметничког савета који су образовали квислинзи. Умро је у Екелију 23. јануара 1944. године не дочекавши ослобођење Норвешке.

## Дела
Мунково најпознатије дело јесте Врисак или Крик, а поред тога, значајнија су и Вампир, Око у оку, Болесно дете, Фриз живота (циклус од 20 слика које је Мунк сматрао за своје капитално дело), Дан после, Анксиозност, Пепео, На мосту итд.
Крик Едварда Мунка једна је од значајнијих слика експресионистичког покрета. Данас се користи као симбол за душевну бол, симбол очаја, самоће, несхваћености, меланхолије и празнине. То је најпознатија Мункова слика и постоји више њених верзија. Слика буквално представља израз Мункове личне неурозе, те описује панични крик у помереном призору због менталног отуђења. На аукцији достиже вредност преко 80 милиона америчких долара. Више пута је била на мети лопова. Мунк је описао настанак ове слике следећим речима:
| „ | Шетао сам с пријатељима, сунце је залазило, небо се претварало у крваво црвену боју. Одједном сам се осетио исцрпљеним, зауставио сам се и ослонио на ограду: видео сам крв и пламене језичке изнад плаво-црног фјорда и града. Моји су пријатељи наставили ходати, а ја сам остао, дрхтећи од немира, и осећао сам бескрајан крик како пролази природом. | ” |